# Trzęsów (Basse-Silésie)
Pour les articles homonymes, voir Trzęsów.
Trzęsów est une localité polonaise de la gmina de Grębocice, située dans le powiat de Polkowice en voïvodie de Basse-Silésie.

## Histoire
De 1742 à 1945, Rostersdorf fait partie de l'arrondissement de Steinau puis à partir de 1932, de l'arrondissement de Glogau dans le district de Breslau au sein de la province de Silésie.